# Девушка с Андроса (Менандр)
«Девушка с Андроса»(др.-греч. Ἀνδρία) — комедия древнегреческого драматурга Менандра (IV—III века до н. э.), от текста которой сохранился только набор коротких фрагментов, приведённых другими античными авторами (фрг. 130—139). О времени написания пьесы ничего не известно, о её сюжете можно судить по латинской переделке, созданной Теренцием, и по комментарию к ней, составленному Элием Донатом.
Теренций объединил сюжеты двух пьес Менандра, «Девушка с Андроса» и «Девушка из Перинфа». В прологе к получившейся таким образом комедии под названием «Девушка из Андроса» драматург объясняет, что две пьесы Менандра очень схожи по содержанию, но заметно различаются по стилю.
Пьеса Теренция была впервые поставлен на римской сцене в 166 году до н. э.